# El Graner (Castellnou de Bages)
El Graner és una masia situada al municipi de Castellnou de Bages, a la comarca del Bages. Està molt deteriorada.